# Arachnis dilecta
Arachnis dilecta är en fjärilsart som beskrevs av Jean Baptiste Boisduval 1870. Arachnis dilecta ingår i släktet Arachnis och familjen björnspinnare. Inga underarter finns listade i Catalogue of Life.